# James Young (réalisateur)
Pour les articles homonymes, voir James Young et Young.
James Young est un réalisateur, acteur et scénariste américain, né le 1er janvier 1872 à Baltimore (Maryland) et mort le 9 juin 1948 à New York.

## Filmographie

### Comme réalisateur
- 1912 : The Picture Idol
- 1912 : Half a Hero
- 1912 : When Roses Wither
- 1912 : Lincoln's Gettysburg Address
- 1912 : A Lively Affair
- 1912 : Wanted, a Sister
- 1912 : Popular Betty
- 1912 : A Vitagraph Romance
- 1912 : As You Like It (en)
- 1912 : A Mistake in Spelling
- 1912 : The Model for St. John
- 1912 : The Unusual Honeymoon
- 1912 : In the Flat Above
- 1912 : The Eavesdropper
- 1912 : A Marriage of Convenience
- 1913 : Love Hath Wrought a Miracle
- 1913 : Casey at the Bat
- 1913 : The Little Minister
- 1913 : The Interrupted Honeymoon
- 1913 : The Widow's Might
- 1913 : When Mary Grew Up
- 1913 : And His Wife Came Back
- 1913 : It Made Him Mad
- 1913 : Cutey and the Twins
- 1913 : Beau Brummel[1]
- 1913 : The Old Guard
- 1913 : Put Yourself in Their Place
- 1913 : The Dog House Builders
- 1913 : À la santé de Freddy (Cutey and the Chorus Girls)
- 1913 : The White Slave; or, The Octoroon
- 1913 : Delayed Proposals
- 1913 : The Late Mr. Jones
- 1913 : When Women Go on the Warpath; or, Why Jonesville Went Dry
- 1913 : Sauce for the Goose
- 1913 : Heartbroken Shep
- 1913 : Luella's Love Story
- 1913 : Jerry's Mother-in-Law
- 1913 : Beauty Unadorned
- 1913 : Up in a Balloon
- 1913 : Heartease
- 1914 : Pickles, Art and Sauerkraut
- 1914 : A Model Young Man
- 1914 : Cherry
- 1914 : Goodness Gracious
- 1914 : Happy-Go-Lucky
- 1914 : My Official Wife
- 1914 : The Violin of M'sieur
- 1914 : David Garrick
- 1914 : Taken by Storm
- 1914 : Lola
- 1915 : The Deep Purple
- 1915 : Hearts in Exile
- 1915 : The Little Miss Brown
- 1915 : Marrying Money
- 1915 : The Heart of the Blue Ridge
- 1915 : Over Night
- 1916 : Marriage a la Carte
- 1916 : Sweet Kitty Bellairs
- 1916 : The Thousand-Dollar Husband
- 1916 : The Lash
- 1916 : Unprotected
- 1916 : Oliver Twist
- 1917 : On Trial
- 1918 : Drame au pays de l'ivoire (The White Man's Law)
- 1918 : Cupidité (Rose o' Paradise)
- 1918 : Missing
- 1918 : Mickey (réalisé avec F. Richard Jones)
- 1918 : Her Country First
- 1918 : Le Temple du crépuscule (The Temple of Dusk)
- 1918 : The Man Who Wouldn't Tell
- 1919 : The Highest Trump
- 1919 : Le destin nous mène (A Gentleman of Quality)
- 1919 : The Usurper
- 1919 : A Rogue's Romance
- 1919 : Hornet's Nest
- 1919 : The Wolf
- 1919 : Un bon copain (A Regular Girl)
- 1920 : La Fille de Malone (A Daughter of Two Worlds)
- 1920 : Notorious Miss Lisle
- 1920 : Curtain
- 1921 : L'Esprit du mal (The Devil)
- 1921 : L'Inexorable (Without Benefit of Clergy)
- 1922 : The Infidel
- 1922 : L'Autre Visage (The Masquerader)
- 1922 : Omar the Tentmaker
- 1923 : Wandering Daughters
- 1923 : Trilby
- 1924 : Welcome Stranger
- 1925 : The Unchastened Woman
- 1926 : The Bells
- 1927 : Driven from Home
- 1928 : La Rose de minuit (en) (Midnight Rose)

### Comme acteur
- 1909 : Washington Under the American Flag
- 1909 : Les Miserables (Part I)
- 1909 : A Midsummer Night's Dream
- 1910 : Richelieu; or: The Conspiracy
- 1910 : Twelfth Night : Sir Andrew Aguecheek
- 1910 : The Last of the Saxons de James Stuart Blackton
- 1911 : The Mate of the 'John M' : Second in Command of the John M
- 1911 : Lady Godiva
- 1911 : A Southern Soldier's Sacrifice
- 1912 : Mrs. Carter's Necklace : The Thief
- 1912 : The Governor Who Had a Heart
- 1912 : The Jocular Winds of Fate : Dickie Dewes
- 1912 : The Pipe : A Married Man Who Smokes
- 1912 : When Daddy Was Wise : The Son
- 1912 : Professor Optimo : Clara's Sweetheart
- 1912 : Mockery de Laurence Trimble : Lorenzo
- 1912 : The French Spy : Colonel Birnelli
- 1912 : Lincoln's Gettysburg Address
- 1912 : Wanted, a Sister : Tom
- 1912 : Popular Betty : Jack, Betty's Sweetheart
- 1912 : A Vitagraph Romance : Undetermined Role
- 1912 : The Irony of Fate
- 1912 : As You Like It (en) : Sir Rowland De Bois
- 1912 : Poet and Peasant : Baptiste, a Hunchback
- 1912 : The Model for St. John : Werner's Son, the Model for St. John
- 1912 : In the Flat Above
- 1912 : The Eavesdropper
- 1912 : A Marriage of Convenience : Paul Morley, a Morphine Addict
- 1913 : Love Hath Wrought a Miracle
- 1913 : The Little Minister : Gavin Dishart, the Little Minister
- 1913 : When Mary Grew Up
- 1913 : Beau Brummel : Beau Brummel[1]
- 1913 : The Old Guard : Colonel Weston
- 1913 : Put Yourself in Their Place
- 1913 : Mr. Mintern's Misadventures : A Detective
- 1913 : The Mystery of the Stolen Jewels : Second Thief
- 1913 : The Wrath of Osaka
- 1913 : Delayed Proposals : Count Brainless
- 1913 : Jack's Chrysanthemum : Nakamuta, a Japanese Merchant
- 1913 : The Taming of Betty : Betty's Brother
- 1913 : A Faithful Servant : Pietro, Police Spy
- 1913 : The Joys of a Jealous Wife
- 1913 : When Women Go on the Warpath; or, Why Jonesville Went Dry
- 1913 : The Hindoo Charm
- 1913 : Jerry's Mother-in-Law
- 1913 : Beauty Unadorned
- 1913 : Up in a Balloon
- 1913 : Heartease
- 1914 : The Perplexed Bridegroom
- 1914 : Some Steamer Scooping
- 1914 : Cherry
- 1914 : The Fatal Dress Suit
- 1914 : Nearly a Burglar's Bride
- 1914 : Goodness Gracious
- 1914 : The Violin of M'sieur
- 1914 : David Garrick
- 1914 : Taken by Storm
- 1914 : Fille de pirates (The Wishing Ring: An Idyll of Old England)
- 1914 : Lola : Dick Fenway
- 1915 : Trilby
- 1917 : On Trial : Gerald Trask

### Comme scénariste
- 1913 : And His Wife Came Back
- 1913 : It Made Him Mad
- 1914 : A Model Young Man
- 1914 : Goodness Gracious
- 1914 : The Fates and Flora Fourflush
- 1914 : Lola
- 1915 : The Deep Purple
- 1915 : Hearts in Exile
- 1916 : The Lash
- 1916 : Oliver Twist
- 1920 : A Daughter of Two Worlds
- 1920 : Curtain
- 1922 : The Infidel
- 1923 : Wandering Daughters
- 1924 : Welcome Stranger
- 1926 : The Bells

## Postérité
Bill Morrison, réalisateur de films expérimentaux, a utilisé le film The Bells (1926) pour créer son court métrage Light Is Calling (2004)